# 디지몬 RPG
《디지몬 RPG》(Digimon RPG, Digimon Battle Online)는 2003년부터 무브게임즈(구.디지탈릭)이 서비스 중이다